# Quận Sedgwick, Colorado
Quận Sedgwick là một quận thuộc tiểu bang Colorado, Hoa Kỳ.
Quận này được đặt tên theo John Sedgwick. Theo điều tra dân số của Cục điều tra dân số Hoa Kỳ năm 2010, quận có dân số 2379 người. Quận lỵ đóng ở Julesburg.

## Địa lý
Theo Cục điều tra dân số Hoa Kỳ, quận có diện tích 1420 km2, trong đó có 3,6 km2 là diện tích mặt nước.